# Pentatomophaga latifascia
Pentatomophaga latifascia är en tvåvingeart som först beskrevs av Villeneuve 1932.  Pentatomophaga latifascia ingår i släktet Pentatomophaga och familjen parasitflugor. Inga underarter finns listade i Catalogue of Life.

## Utbredningsområde
Arten förekommer på Borneo och Taiwan, och i Japan.